# خوسيه مانويل ري فاريلا
خوسيه مانويل ري فاريلا (بالإسبانية: José Manuel Rey Varela)‏ هو سياسي إسباني، ولد في 31 ديسمبر 1975 في فيرول في إسبانيا. حزبياً، نشط في حزب الشعب. وقد انتخب عمدة.